# Hollym
Hollym är en ort och civil parish i Storbritannien.   Den ligger i kommunen East Riding of Yorkshire och riksdelen England, i den sydöstra delen av landet, 240 km norr om huvudstaden London. Hollym ligger 9 meter över havet och antalet invånare är 513.
Terrängen runt Hollym är mycket platt. Havet är nära Hollym åt nordost. Runt Hollym är det ganska tätbefolkat, med 139 invånare per kvadratkilometer. Närmaste större samhälle är Grimsby, 17,2 km söder om Hollym. Trakten runt Hollym består till största delen av jordbruksmark.